# Tashkent Challenger 2012
Il Tashkent Challenger 2012 è stato un torneo professionistico di tennis maschile giocato sul cemento. È stata la 5ª edizione del torneo, facente parte dell'ATP Challenger Tour nell'ambito dell'ATP Challenger Tour 2012. Si è giocato a Tashkent in Uzbekistan dall'8 al 14 ottobre 2012.

## Partecipanti ATP

### Teste di serie
| Nazionalità | Giocatore        | Ranking* | Testa di serie |
| ----------- | ---------------- | -------- | -------------- |
| Slovacchia  | Lukáš Lacko      | 65       | 1              |
| Italia      | Flavio Cipolla   | 78       | 2              |
| Israele     | Dudi Sela        | 98       | 3              |
| Tunisia     | Malek Jaziri     | 112      | 4              |
| Croazia     | Ivan Dodig       | 113      | 5              |
| Canada      | Vasek Pospisil   | 115      | 6              |
| Russia      | Dmitrij Tursunov | 117      | 7              |
| Slovacchia  | Karol Beck       | 128      | 8              |

- 1 Ranking al 1º ottobre 2012.

### Altri partecipanti
Giocatori che hanno ricevuto una wild card:
- Farruch Dustov
- Sarvar Ikramov
- Sergej Šipilov
- Nigmat Shofayziev

Giocatori che sono passati dalle qualificazioni:
- Denys Molčanov
- Oleksandr Nedovjesov
- Sanam Singh
- Vishnu Vardhan

## Campioni

### Singolare
- Uladzimir Ihnacik ha battuto in finale  Lukáš Lacko con il punteggio di 6–3, 7–6(3)

### Doppio
- Andre Begemann /  Martin Emmrich hanno battuto in finale  Rameez Junaid /  Frank Moser con il punteggio di 6(2)–7, 7–6(2), [10-8]